# Chevrolet Bel Air

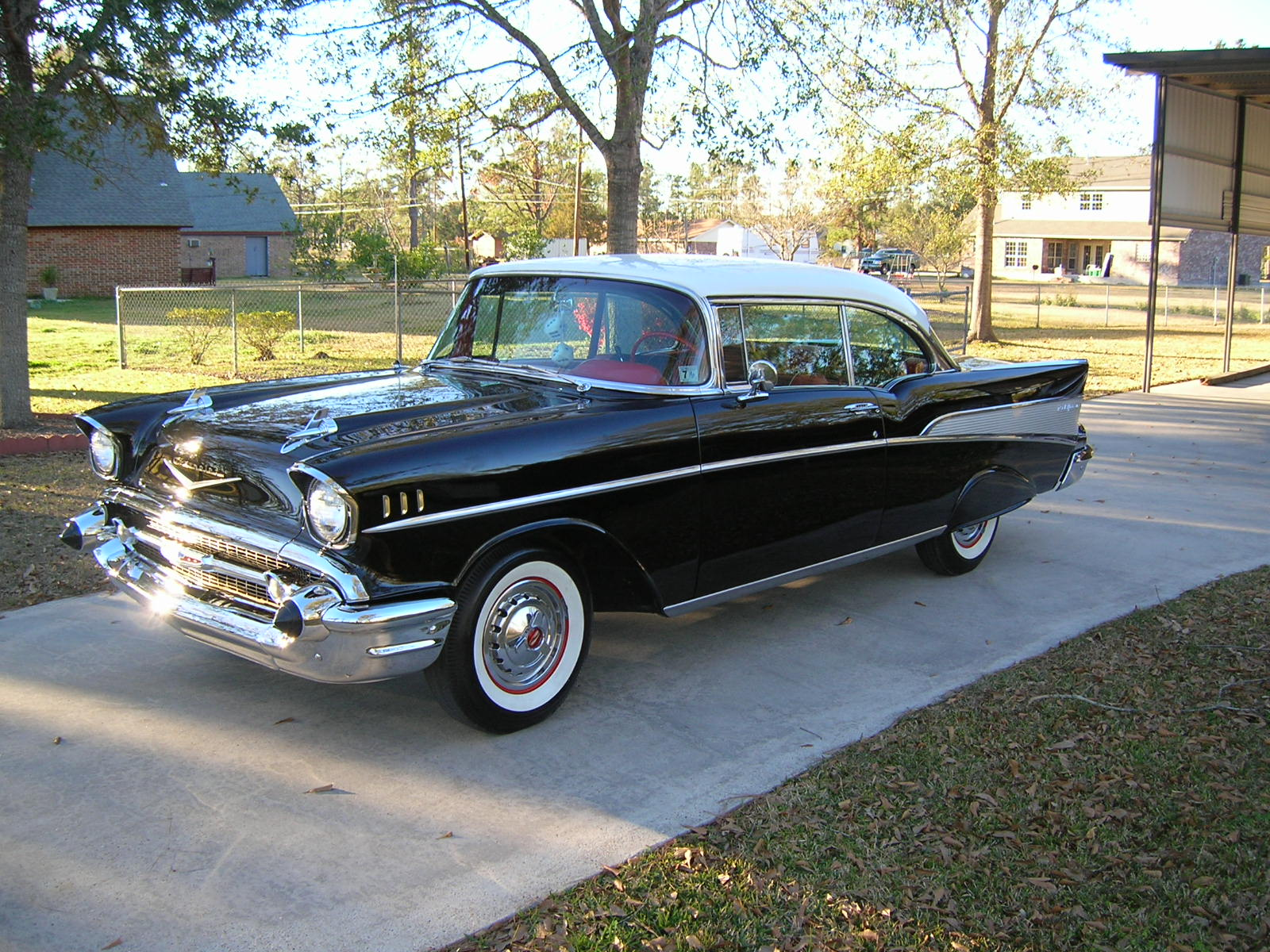
Een tweedeurs Chevrolet Bel Air, bouwjaar 1957.

De Chevrolet Bel Air was een Amerikaanse auto van de Chevrolet-afdeling van General Motors die werd geproduceerd tussen 1953 en 1975. Tussen 1950 en 1952 werden Chevrolet Deluxe hardtops eveneens Bel Air genoemd, maar dit was geen opzichzelfstaande serie. De Bel Air bleef in Canada in productie tot en met het productiejaar 1981.

## Geschiedenis

### 1953–1957
In 1953 hernoemde Chevrolet zijn autotypes en de naam Bel Air werd gebruikt voor de kwaliteitsklasse. Ook werden twee lagere klassen, de Chevrolet 150 en 210, geïntroduceerd.
In 1955 kregen Chevrolets full-size uitvoeringen een nieuw model. In tegenstelling tot de ontwerpen van Ford en Plymouth, werden die van Chevrolet beschouwd als sierlijk en vernieuwend. De Bel Airs hadden onder meer als extra's: tapijt op de vloer, dichte wieldoppen en de naam Bel Air, in goudkleurige letters.

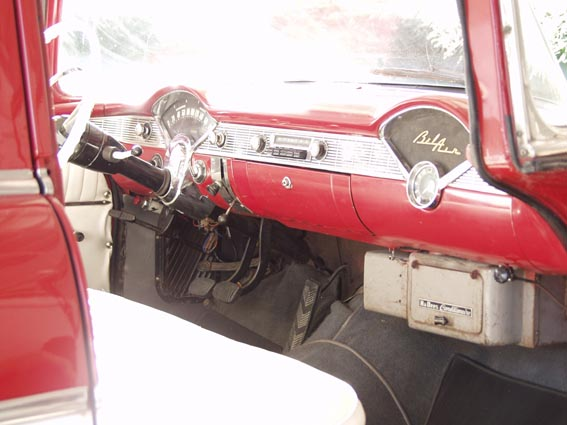
De bestuurdersruimte van een Chevrolet Bel Air uit 1956.

De Bel Airs uit 1955, '56 en voornamelijk '57 behoren tot de best herkenbare Amerikaanse auto's aller tijden. Goed onderhouden exemplaren (in het bijzonder de coupés en de convertibles) zijn erg gewild bij de liefhebbers, onder andere dankzij de ruimte en het lage brandstofverbruik.
Tussen 1955 en '57 behoorde tevens de tweedeurs Chevrolet Nomad stationwagen tot de Bel Airs, alhoewel zijn voorkomen en decoratie uniek waren voor dat model.

### 1958
In 1958 werden de modellen van Chevrolet langer, breder en zwaarder dan hun voorgangers uit voorgaande jaren. Nog steeds behoorden de Bel Airs tot Chevrolets topmodellen, op de voet gevolgd door de hernoemde Chevrolet Biscayne (voorheen de 210) en de Chevrolet Delray (voorheen de 150). De ontwerpen van Chevrolet deden het beter op de markt dan zijn "broers" bij General Motors en hadden niet de overvloed aan chroom, zoals op de Pontiacs, Oldsmobiles, Buicks en Cadillacs. De voorzijde kreeg een brede grille en twee dubbele koplampen. De achterkant, aan beide zijden, een naar binnen toelopende uitsparing met dubbele achterlichten.
Aan de Bel Airs werd in 1958 een speciaal model toegevoegd, dat diende als promotiemiddel voor de overige modellen, namelijk de Chevrolet Impala. Autoproductiebedrijven ontwerpen dit soort modellen, voornamelijk luxe- of sporttypes, in de hoop dat klanten naar de dealer gaan om het te zien, en uiteindelijk een praktischer voertuig van hetzelfde merk aanschaffen. In zijn introductiejaar was de Impala alleen verkrijgbaar als hardtop-coupé en cabriolet. Het ontwerp volgde de basislijnen van de overige Chevrolet-modellen, maar had ook speciale kenmerken zoals een andere dakvorm, een ventilatiegat boven de achterruit, unieke sierstrippen en zes achterlichten: drie per zijde.
Amerikaanse autobezitters verkozen Chevrolet in 1958 tot het beste automerk van dat jaar, een titel die in het jaar ervoor nog aan Ford werd toegekend, en de Bel Air was Chevrolets populairste model.

### 1959–1965
In 1959 werd de Impala Chevrolets topmodel, waardoor de Bel Air in de middenklasse terechtkwam. De Biscayne verving de uit productie gehaalde Delray als het laatste dure full-size Chevrolet-model. Veel van de optionele accessoires voor de Impala waren tevens verkrijgbaar bij de Bel Air.

### 1966–1975

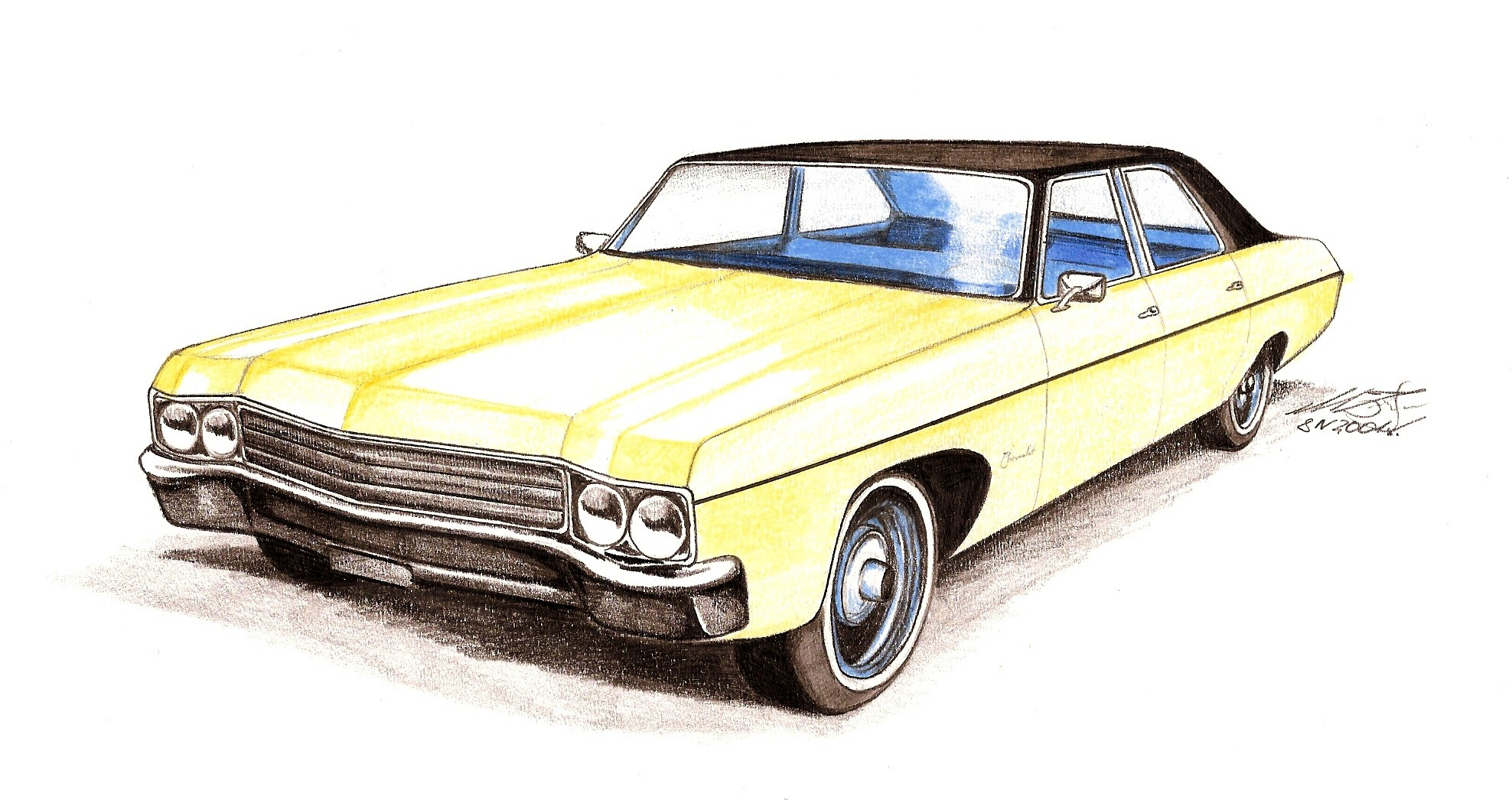
Een tekening van een Chevrolet Bel Air uit 1975.

Vanaf de introductie van de Chevrolet Caprice eind jaren 60 was de productie van de Bel Air en de Biscayne voornamelijk gericht op verkoop aan autoparken. De Bel Air bleef nog wel verkrijgbaar voor klanten die op zoek waren naar een basic auto zonder franje, die ietwat beter was dan de Biscayne uit de lagere klasse. De zescilindermotor en de handgeschakelde gangwissel met drie versnellingen bleven standaard tot en met het productiejaar 1973.
Toen de productie van de Biscayne werd gestaakt na 1972 kwam de Bel Air in de lagere klasse terecht. De laatste Bel Airs gemaakt voor de Verenigde Staten waren van het productiejaar 1975. Chevrolets afdeling in Canada maakte de Bel Air tot en met het productiejaar 1981.

## Conceptauto 2002
Op de North American International Auto Show van 2002 werd een Bel Air cabriolet tentoongesteld. Bij het ontwerp was op veel punten een voorbeeld genomen aan de legendarische modellen uit midden jaren ‘50 en de achterlichten kwamen sterk overeen met die van de Ford Thunderbird. Tot nu toe heeft General Motors nog niet aangegeven deze auto op de markt te brengen.

## Fotogalerij

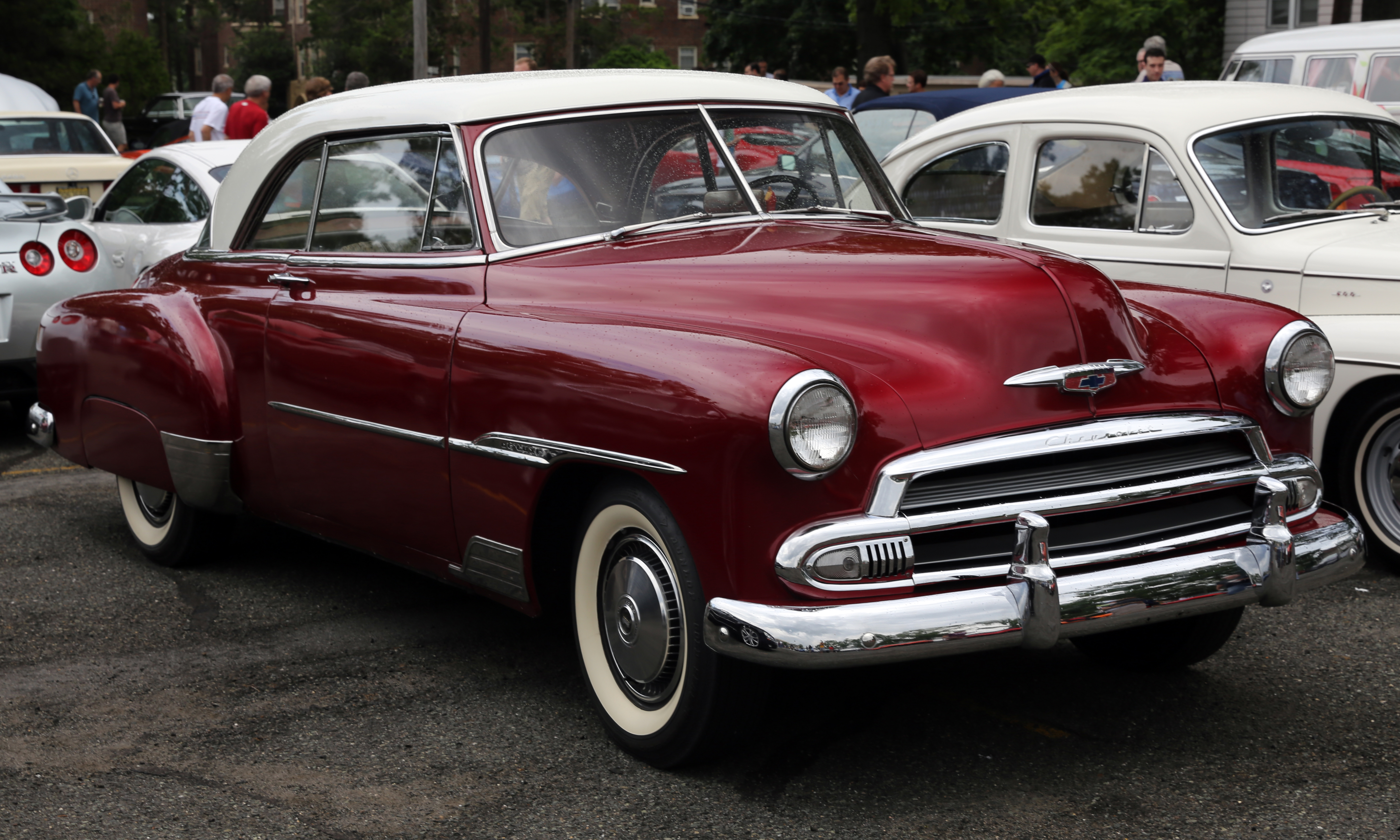
Eerste generatie (1949-1954)
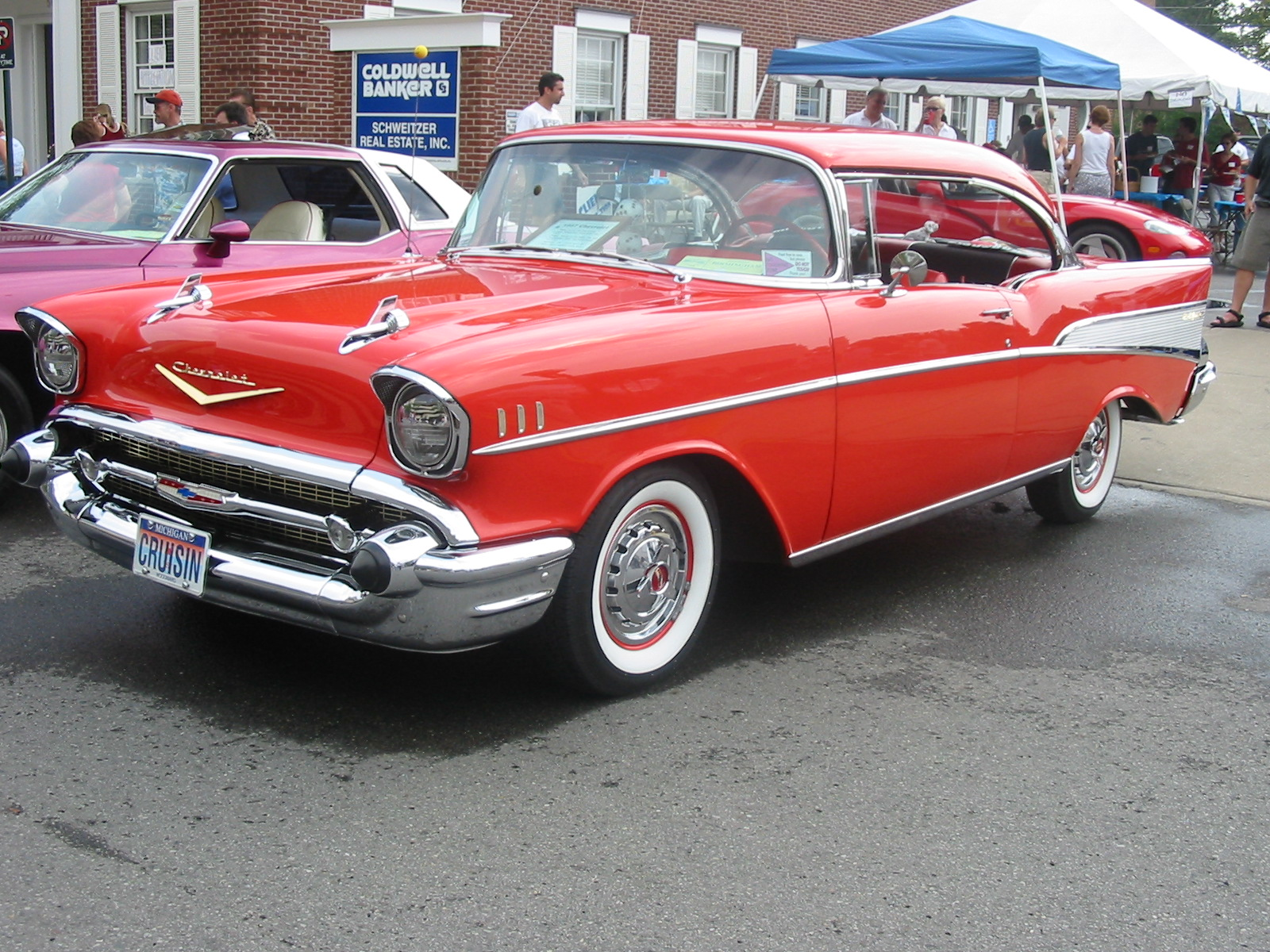
Tweede generatie (1955-1957)
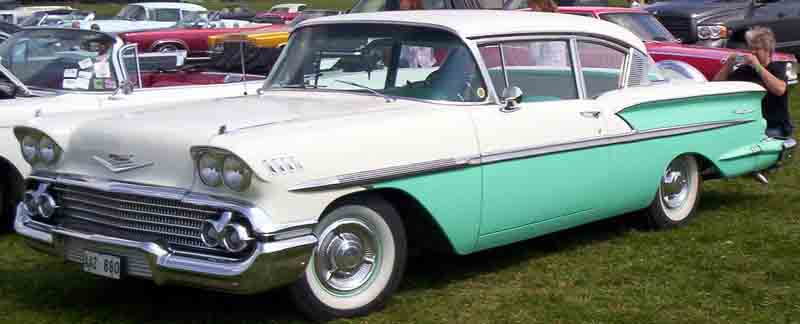
Derde generatie (1958)
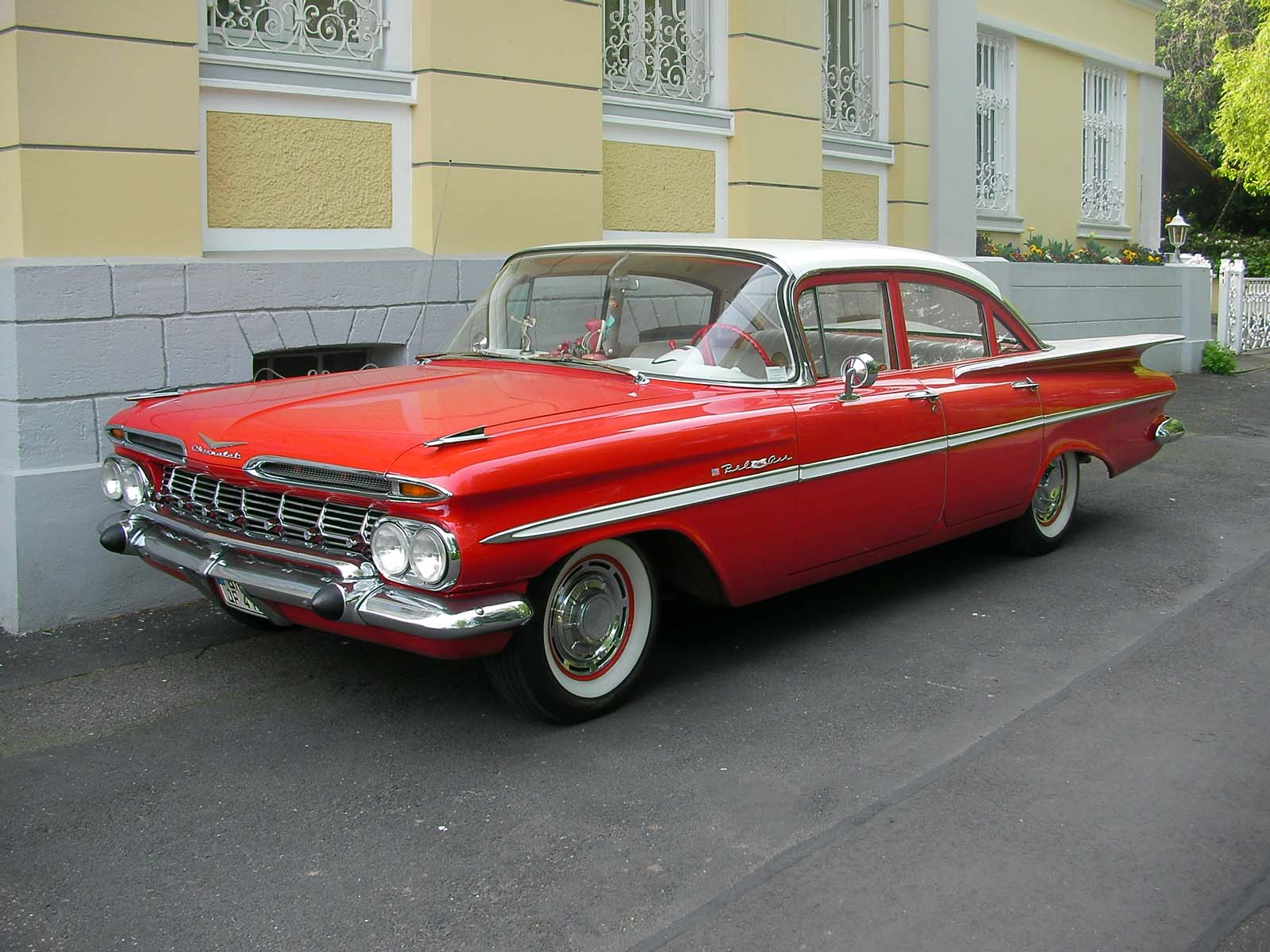
Vierde generatie (1959-1960)
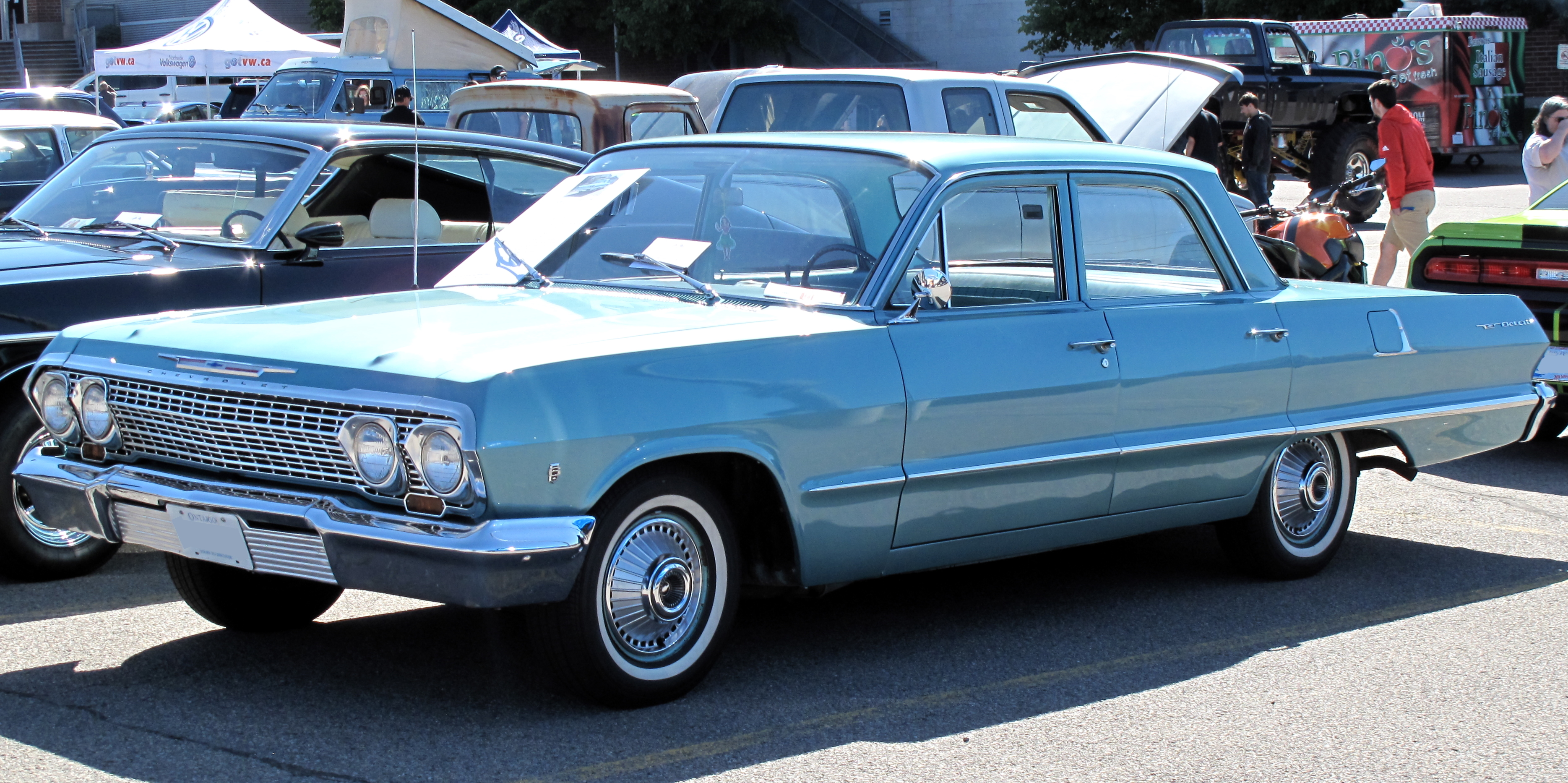
Vijfde generatie (1961-1964)
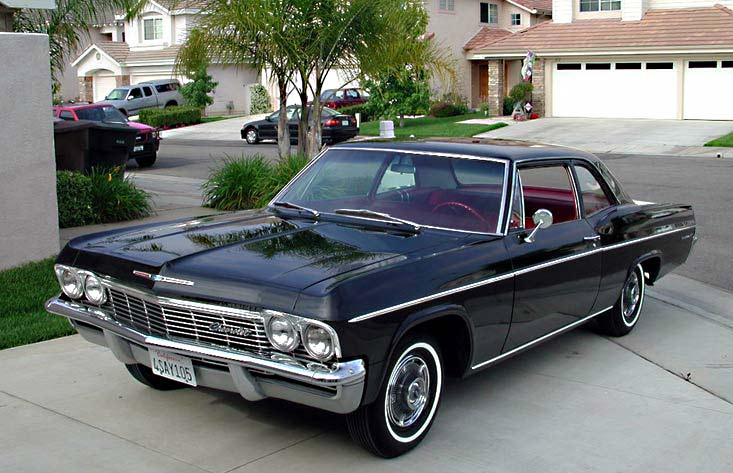
Zesde generatie (1965-1970)
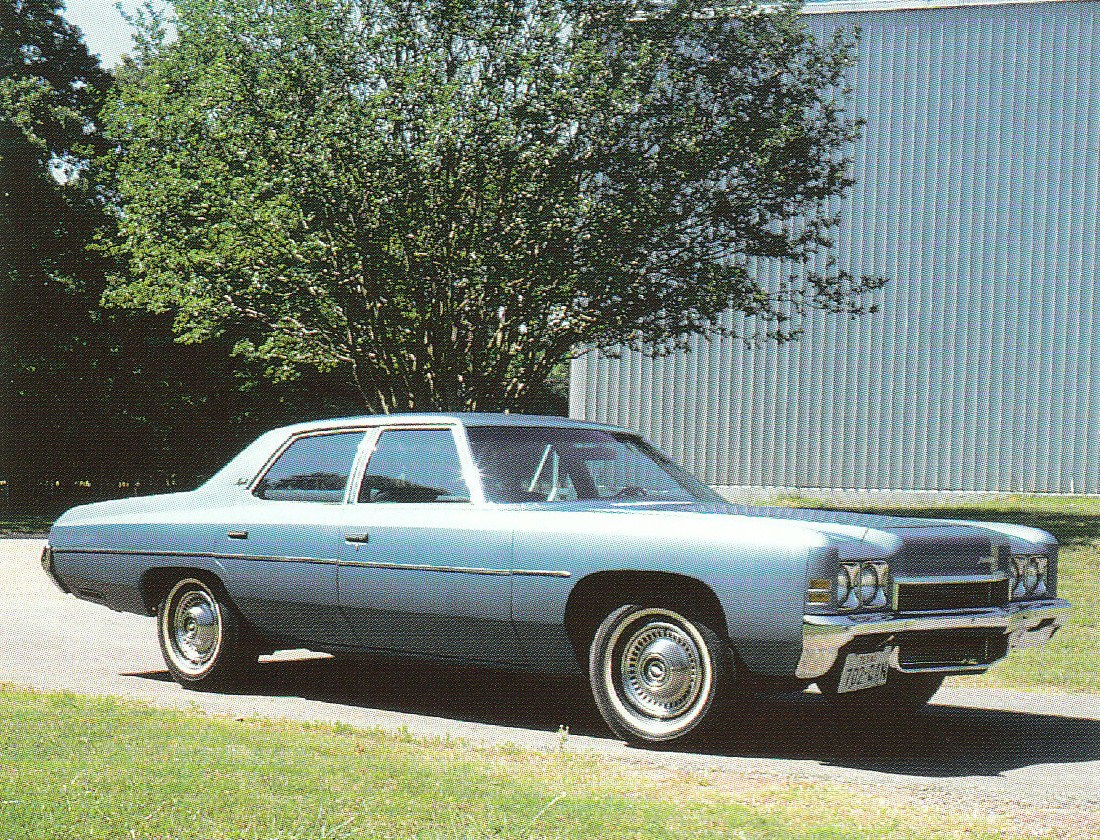
Zevende generatie (1971-1975)
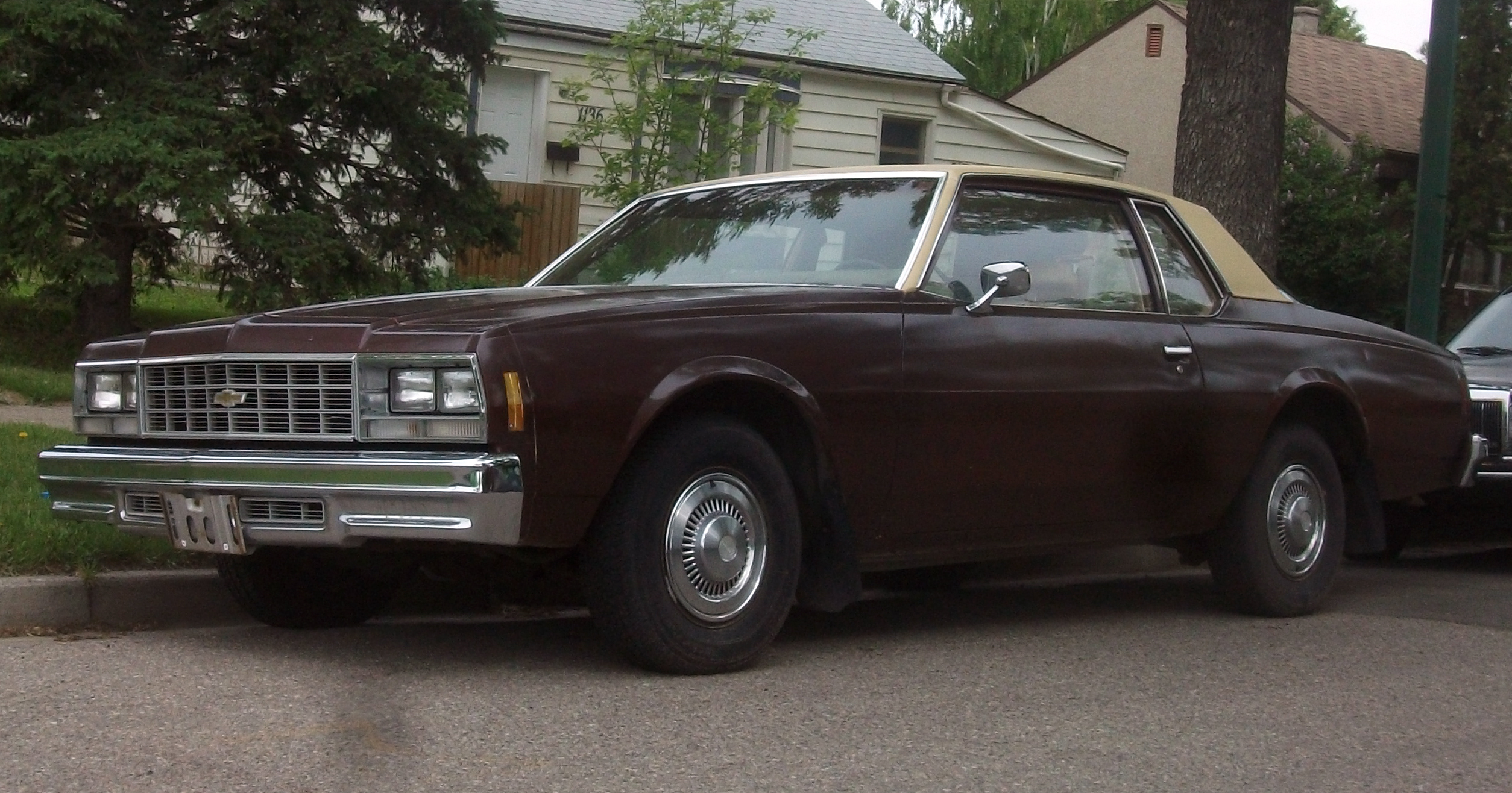
Achtste generatie (Canada, 1977-1981)
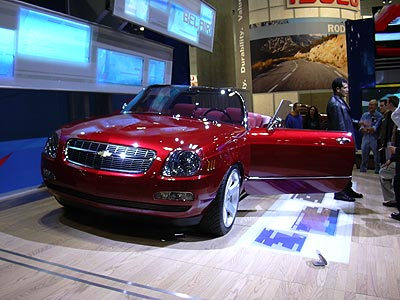
Chevrolet Bel Air Concept (2002)